# 追溯法令
追溯法令（拉丁語：ex post facto law、溯及既往），相对于不溯及既往原則或祖父條款，是代表對新制度或新法律被設立前已發生或已裁決的案件，以該新法進行再審判的權力。
在刑法中，追溯法令可能會令新法成立前已進行的合法活動遭到起訴，或加重已經被判決案件的被告人刑事責任（一般禁止法律如此應用）；反之，遭到起訴或裁決的案件亦可能會受惠於追溯法令，而獲撤銷起訴或減刑（例如中國大陸和澳門）。此情況常見於廢除死刑的國家或地區改爲對已判死的罪犯執行終生監禁或更輕的刑罰。

## 外部連接
- . . 1905.
- 現在替代過去；事後補正；溯及既往,nunc pro tunc （页面存档备份，存于）